# Камбоджийская равнина
Камбоджи́йская равни́на — низменная равнина на юге полуострова Индокитай, ограниченная на западе хребтом Кравань, на севере — уступом плато Корат, на востоке — Чыонгшон. Находится главным образом на территории Камбоджи.
Площадь равнины составляет около 200 тыс. км². Преобладающие высоты не превышают 200 м. Равнина сложена преимущественно аллювиальными и озёрными рыхлыми отложениями Меконга и его многочисленных притоков; здесь находится самое крупное в Индокитае озеро Тонлесап.
Климат субэкваториальный, муссонный; господствуют редколесья и саванны, возникшие после сведения лесов, местами луга и болота. Камбоджийская равнина густо населена; развито рисосеяние. К юго-западу от Камбоджийской равнины расположен хребет Элефан, на запад протянулась система крутосклонных поросших густым лесом Кравань (Кардамоновых гор), достигающих высоты 1813 м.